# Фарнсуорт, Фило Тэйлор
Фило Тейлор Фарнсуорт (англ. Philo Taylor Farnsworth; 19 августа 1906, Бивер, Юта — 11 марта 1971, Солт-Лейк-Сити, Юта) — американский изобретатель, пионер электронного телевидения.

## Изобретения
Более всего известен благодаря изобретению одной из систем электронного телевидения — «диссектора». 7 января 1927 г. в Службу патентов США была подана заявка на электронную телевизионную систему, созданную Фарнсуортом. Предметом изобретения были передающее устройство, где изображение преобразовывалось в электрические сигналы, приёмная трубка, которая обеспечивала получение картинки, принцип синхронизации работы передатчика и приёмника, а также схема регулировки яркости. В наши дни это стало бы основой десятка заявок.
К этому времени в Службу патентов были поданы материалы, обосновывающие авторские права на передающее телевизионное устройство, созданное В. Зворыкиным. Оно демонстрировалось ещё в 1923 г., но тогда не произвело должного впечатления. К 1927 г. Зворыкин разработал проект всей телевизионной системы. И хотя в его приёмном устройстве использовался не столь совершенный механический метод получения изображения, Фарнсуорта ожидала серьёзная борьба и было мало шансов на победу над таким гигантом, как RCA, где работал конкурент.
Но в определении приоритета помогло свидетельство Джастина Толмана, который подтвердил, что ещё в 1922 г. его ученик Фило Фарнсуорт продемонстрировал схему предложенной им телевизионной системы и подробно объяснил принцип её действия. Патент был получен Фарнсуортом 26 сентября 1930 г, а заявка Зворыкина ожидала своего признания до 1938 г. Пока рассматривались вопросы приоритетов, Фило, с трудом добывая необходимые средства, создал передающую и приёмную трубки и приступил к демонстрационным передачам. Первыми зрителями стали специалисты и представители прессы. Но важнее было убедить в успехе своих инвесторов. Глядя на неподвижную картинку, один из них поинтересовался: «Виден ли на экране след хотя бы одного вложенного в испытания доллара?» В следующий раз Фило продемонстрировал чёткое изображение купюры. Увидели зрители отрывки из спектаклей, кадры спортивных соревнований. Фило со своими сотрудниками организовал строительство телепередатчиков в других штатах. Проводились передачи за рубежом.
В 1931 г. в лаборатории Фарнсуорта побывал Зворыкин. Они сравнили работу обеих передающих трубок. Фило признал, что по некоторым показателям иконоскоп Зворыкина превосходит его конструкцию. В свою очередь, гость выразил сожаление, что не имеет прав на использование некоторых принципов, заложенных в схеме Фарнсуорта.
Но вскоре неумолимые кредиторы вынудили Фарнсуорта продать права на использование своего изобретения ряду компаний, в том числе RCA. Попыткам начать выпуск оборудования на собственном заводе в Форт-Уэйне, Индиана, помешала война. Исследователи и промышленность США решали задачи, которые ставились военными. Фарнсуорт работал над радарами, создал простой электронный микроскоп, фонарь, использовавший ультрафиолетовые лучи.
После войны, когда началось интенсивное распространение телевидения, срок действия патента Фарнсуорта истёк. В борьбе за признание создатель первой американской полностью электронной телевизионной системы проиграл RCA и не выдержал конкуренции с «иконоскопом» Владимира Зворыкина
В дальнейшем Фило Фарнсуорт работал над разработкой систем управления ракетами и управления ядерным синтезом. В конце жизни он изобрёл небольшой термоядерный реактор, известный также как фузор.
В честь него назван герой телесериала «Футурама» профессор Фарнсуорт.